# Interair SouthAfrica
Pour les articles homonymes, voir ILN.

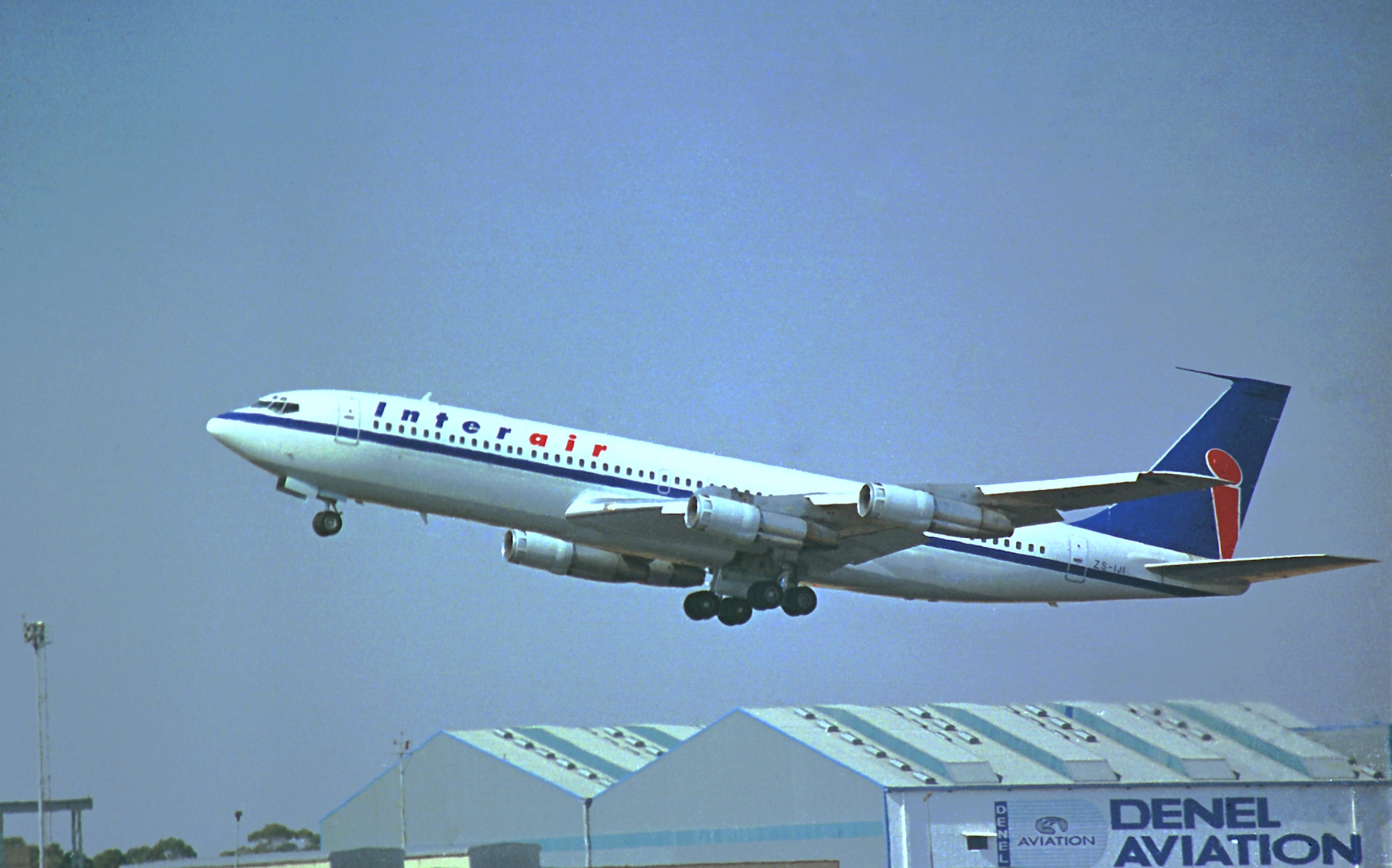
Boeing 707 d'Interair SouthAfrica

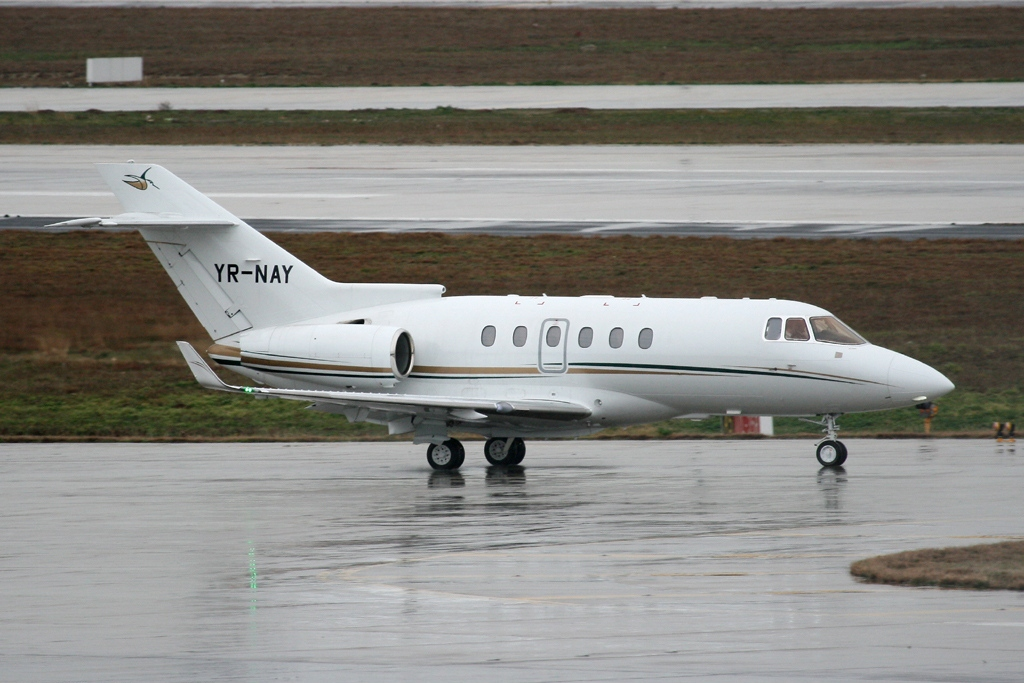
Raytheon Hawker 900XP d'Inter Aviation à l'aéroport d'Istanbul.

Interair South Africa (code AITA : D6 ; code OACI : ILN) est une compagnie aérienne sud-africaine, créée en 1993, basée à Johannesbourg. Elle réalise des vols réguliers, principalement vers l'Afrique francophone, depuis avril 1995.

## Destinations
Au départ de Johannesbourg :
- République du Congo, Brazzaville, Pointe Noire
- Zambie, Ndola, Lusaka
- Ile de La Réunion, Gillot Ste Marie
- Madagascar, Antananarivo
- Bénin, Cotonou
- Burkina Faso, Ouagadougou
- Mali, Bamako
- Tchad, N'djamena
- République démocratique du Congo, Lubumbashi, Kinshasa
- Seychelles
- Ouganda, Kampala

Au départ de Cotonou :
- République du Congo, Brazzaville
- Gabon, Libreville
- Burkina Faso, Ouagadougou

Interair dispose de partages de codes avec Air Madagascar, Air Austral et Air Gabon, certaines destinations sont desservies par ces partenaires.

## Flotte
- 3 Boeing 737-200 (reg. ZS-IJA, IJJ, SIM)

(1 Fokker F28-4000 (reg. ZS-IJN) immobilisé)